# Hadon, fils de l'antique Opar
 (mai 2019).
Hadon, fils de l'antique Opar (titre original : Hadon of Ancient Opar) est un roman de fantasy de l’écrivain américain Philip José Farmer. Il est paru en 1974 puis a été traduit en français et publié en 1976.

## Résumé
Il y a 12 000 ans environ, le centre de l'Afrique est occupé par deux immenses mer intérieures reliées par un détroit. Le climat est de type chaud mais tempéré par la présence des mers. Les rivages sont peuplés d'une population de race blanche venue du Sahara, à l'époque vaste savane arborée [ce qui  est une donnée historique, contrairement au reste…]  et ayant construit de vastes cités formant une sorte d'empire assez lâche dont la capitale, Khokarsa, est située sur une grande île de la mer septentrionale (la "Kemu"). Parmi les autres villes, Opar, la plus méridionale, se trouve à quelques dizaines de kilomètres de la rive sud de la mer méridionale (la 'Kemuwopar"), au cœur d'une jungle équatoriale mais doit son importance aux prodigieuses mines d'or, de joyaux et de métaux rares qu'elle contrôle. C'est elle et elle seule, le reste de la civilisation ayant disparu dans une terrible catastrophe, évoquée à la fin du troisième roman, La Geste de Kwasin, que retrouvera Tarzan, 12000 ans plus tard (Tarzan et les joyaux d'Opar). La société est de type matriarcal, les grandes prêtresses ayant la prééminence sur les rois et le pouvoir réel. De même, les déesses l'emportent sur les dieux. On commence à parler des "Noirs" qui nomadisent au nord-ouest de la civilisation khokarsane mais comptent encore peu à l'époque. Outre les Blancs, les "Koklems", la population de l'empire compte des hybrides de sapiens et de néandertaliens, les Klemqabas, sauvages mais capables de fournir des mercenaires efficaces, quand ils veulent bien obéir.
Hadon, le héros, 19 ans, quitte sa ville natale d'Opar pour participer aux Grands Jeux sur l'île de Khokarsa. Il s’agit d’une compétition qui comprend plusieurs disciplines. Le vainqueur sera le futur époux d’Awineth la grande prêtresse qui règne sur l'empire. Les deux autres concurrents volontaires et sélectionnés par sa ville, Opar, sont son ami Taro, mais aussi Hewako, un camarade implacable qui veut gagner. Les dieux sont amadoués tout au long du voyage en pirogue et en bateau afin qu’il se passe sans encombre.
Il se dit que l’actuel roi Minruth, 56 ans, garderait bien le pouvoir plus longtemps, même si c'est en épousant sa fille, la grande prêtresse, qui a succédé à sa femme. Il aimerait aussi renverser la suprématie de la déesse Kho des femmes pour asseoir celle de Resu, le dieu masculin.
Les éliminatoires et différentes épreuves des jeux se déroulent. Hadon parvient en finale et gagne. Mais l'oracle demande que le vainqueur aille à la recherche de Lalila, la femme aux yeux violets. Le dieu Sahhindar, fils exilé de la déesse Kho, l’aurait ramenée d’au-delà des mers. Il l’avait confiée à l’expédition d’exploration, avec sa fille et le nain Paga, avec pour mission de les ramener à Khokarsa. Mais ils ont été attaqués par les sauvages et le scribe Hinokly est le seul rescapé.
Hadon embarque donc immédiatement sur une galère, accompagné par le guerrier Tadoku, le barde Kebiwabes qui racontera l’épopée, et bien sûr Hinokly qui connaît le chemin.
Hadon apprend à commander et à diriger une troupe composée de personnes de différents totems. Il rencontre en chemin Kwasin, son cousin paillard, habile au maniement des armes, banni pour avoir violé une prêtresse et tué ses gardes.
Après quelques péripéties, Hadon retrouve Lalila, sa fille et Paga qui ont survécu et échappé aux sauvages. Hadon est effrayé quand le nain lui dit qu'il ne croit pas aux dieux, inventés par les hommes, et surpris qu’il ne soit pas foudroyé sur le champ pour avoir tenu ces propos. 
À leur retour à Khokarsa, presque deux ans plus tard, le paysage politique est modifié, des émeutes ont lieu, la terre tremble et le volcan entre en éruption, ce qui facilitera leurs décisions.

## Analyse et commentaire
L’auteur s’est inspiré de la cité oubliée d’Opar décrite par Edgar Rice Burroughs dans Tarzan pour construire cette série d’heroic fantasy.
Il est à noter que le récit est suivi d'une annexe qui explique les origines des différents groupes humains et clans, sur environ 2 000 ans avant les événements relatés. 